# ダグラス DWC
ダグラス DWC（Douglas World Cruiser）はアメリカ陸軍の世界一周飛行のために製作された航空機である。1924年、175日をかけて世界一周を達成した。
ダグラス社の雷撃機DTを改造して5機が製作され、1機が試験と乗員の訓練用に用いられ、4機が冒険飛行に用いられた。 

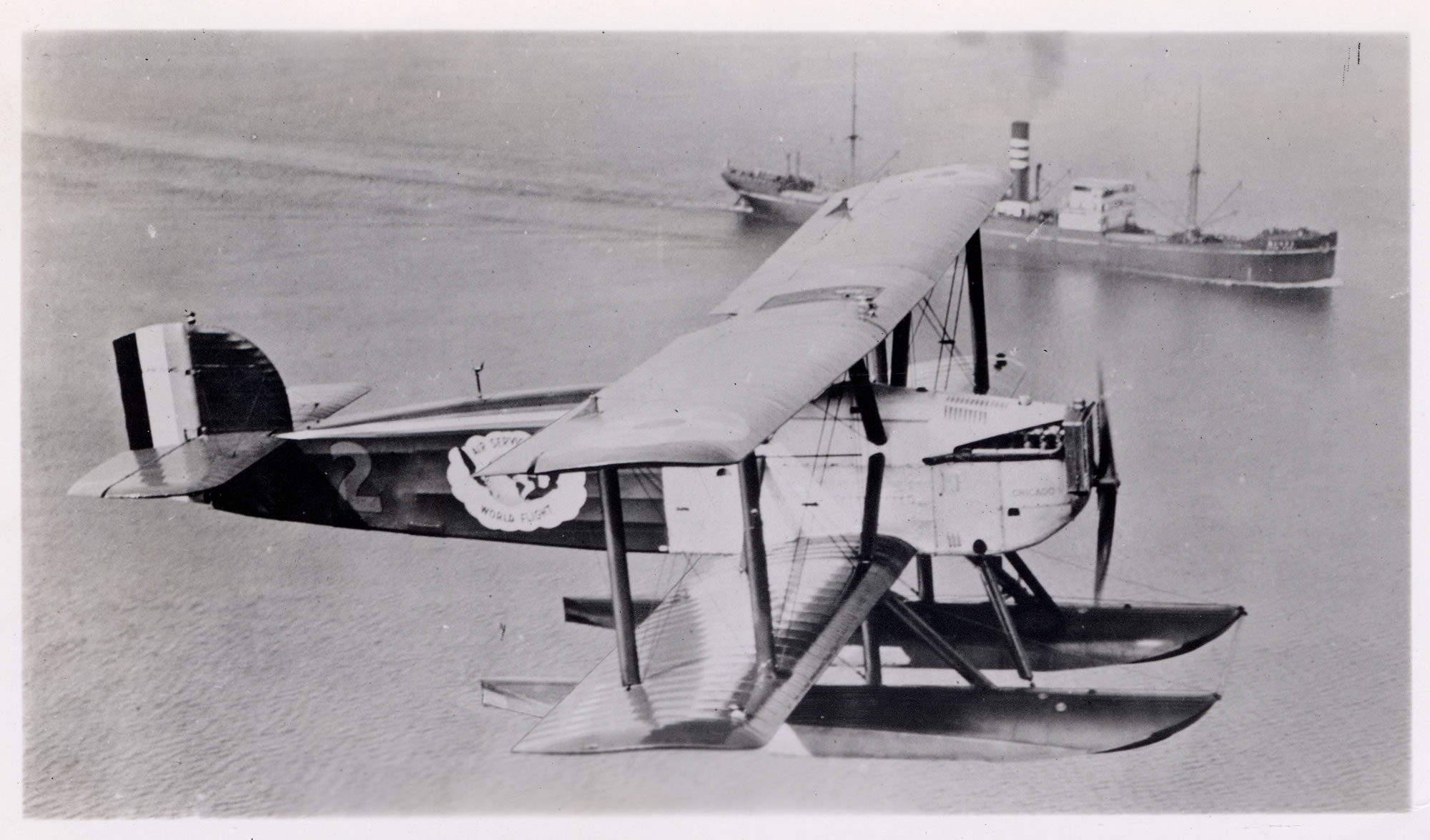
フロートを装着した「シカゴ」号

DWCが DTと異なるのは燃料タンクの容量を大きくし、乗員席と航法士席の間が近くされていた。DTと同じく、水上フロートと車輪のどちらも取付けられるようになっていた。
Boston(ボストン), Chicago(シカゴ), New Orleans(ニューオーリンズ), Seattle(シアトル)と名付けられた4機の機体は1924年4月4日、シアトルを出発し世界一周飛行に飛び立った。4月30日Seattleはアラスカ山中で、事故をおこすが、乗員2名は原野をぬけて無事帰還した。残る3機は、慎重に計画された物資補給を受けて、アジア、中東、ヨーロッパを飛行した。Bostonは大西洋横断中に脱落するが、残る2機は大西洋を横断してアメリカ合衆国に帰還した。そこで試験機 Boston IIに合流し、シアトルの出発点に1924年9月28日帰還した。出発から175日で44,342 kmの大飛行であった。
Chicagoはスミソニアン博物館に保存され、New Orleansは Los Angeles County Museum of Natural Historyに保存され、墜落したSeattleは復元され、Alaska Aviation Heritage Museumに展示されている。
DWCの成功はダグラス社を発展させた。ダグラス社のモットーとして "First Around the World - First the World Around"(世界初の世界一周)をとなえ、地球を回る飛行機を描いた会社のマークが採用された。このマークはその後「球体（地球）を回るミサイルと航空機」を図案化したマークへと進化し、マクドネル社とダグラス社が合併して成立したマクドネル・ダグラス社に引き継がれた他、マクドネル・ダグラス社を買収・吸収したボーイング社も、多少のアレンジを施した上で引き継いでいる。

## 性能要目

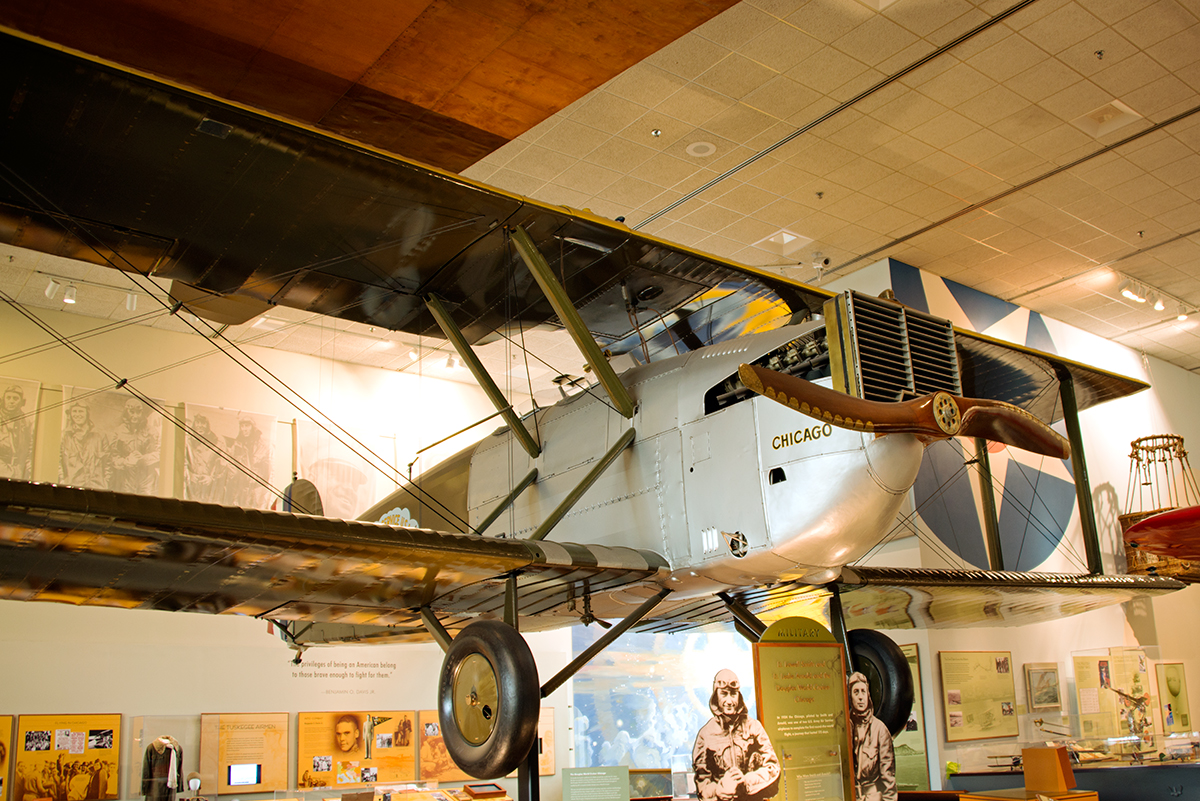
Douglas World Cruiser Chicago

|                    | 車輪仕様              | フロート仕様          |
| ------------------ | --------------------- | --------------------- |
| 翼幅               | 50ft (15.24m)         | 50ft (15.24m)         |
| 全長               | 35ft 6in (10.82m)     | 39ft (11.89m)         |
| 全高               | 13ft 7in (4.14m)      | 15ft 1in (4.6m)       |
| 翼面積             | 707ft2 (65.68m2)      | 707ft2 (65.68m2)      |
| エンジン           | 420hp (313kW) Liberty | 420hp (313kW) Liberty |
| 空虚重量           | 4380lb (1543kg)       | 5180lb (1825kg)       |
| 全備重量           | 6995lb (3173kg)       | 7795lb (3536kg)       |
| 翼面荷重           | 9.9lb/ft2 (48.3kg/m2) | 11lb/ft2 (53.8kg/m2)  |
| 推力荷重           | 16.7lb/hp (10.2kg/kW) | 18.6lb/hp (11.3kg/kW) |
| 最大速度（高度0m） | 103mph (166km/h)      | 100mph (161km/h)      |
| 上昇限度           | 10000ft (3050m)       | 7000 ft (2135m)       |
| 航続距離           | 2200 miles (3700 km)  | 1650 miles (2655 km)  |